# Lemezcsiga
A lemezcsiga (Anisus vortex) a csigák (Gastropoda) osztályának Lymnaeoidea öregcsaládjába, ezen belül a Planorbidae családjába tartozó faj.

## Előfordulása
A lemezcsiga Európában gyakori, előfordulása Szibériára is kiterjed.

## Megjelenése
A lemezcsiga, az éles csigánál (Planorbis planorbis) kisebb és laposabb. Háza 9-10 milliméter széles és 1,2-2 milliméter magas, 6,5-7 kanyarulattal, melyek igen lassan szélesednek. Alsó oldalán kívül az éles csigához hasonlóan éles, gerincszerű kiemelkedés húzódik. Színe világosbarna. Az állat teste feltűnően kis méretű, a fej és a láb együttesen egyharmad olyan hosszú, mint a ház átmérője, színe feketés.

## Életmódja
A lemezcsiga dús növényzetű álló- és lassan folyó vizek lakója. Nem sok helyen fordul elő, de ott tömegesen. A lemezcsigák szerves törmeléket fogyasztanak. A természetes tavakban élő állatok a víz alatti Chara-mezőket legelik, míg a halastavakban élők moszatokkal és szerves törmelékekkel táplálkoznak.